# ريك براغ
ريك براغ (بالإنجليزية: Rick Bragg)‏ هو صحفي أمريكي، ولد في 26 يوليو 1959 في بيدمونت في الولايات المتحدة.

## وصلات خارجية
- ريك براغ على موقع ميوزك برينز (الإنجليزية)